# Hadik
A Hadik 2023-ban bemutatott magyar romantikus kalandfilm, mely valós történelmi eseményeket dolgoz fel. Címszereplője Hadik András 18. századi katonatiszt, hadvezér, aki mindenre elszánt csapatával a történelem egyik legvakmerőbb huszárcsínyét hajtotta végre a Porosz Királyság akkori fővárosának számító Berlin megsarcolásával – a film ennek a kivételes haditettnek a történéseit igyekszik megjeleníteni.

## Cselekmény
1757-ben, a hétéves háború idején Hadik András különleges küldetést kapott az uralkodótól, Mária Teréziától: huszáregységeivel titokban nyomuljon el Berlinig, hogy Nagy Frigyes porosz király távollétében elfoglalják és egyben megsarcolják az ellenséges fővárost. Hadik egysége javarészt az éjszakák leple alatt, alig hat napon belül meg is tette a 450 kilométeres távot, hogy váratlanul rajtaüthessenek a városon és az azt védő helyőrségen. A támadás teljesen készületlenül érte a poroszokat, ami a küldetés fényes sikerét eredményezi; a Hadik által vezetett sereg pedig még azelőtt távozik az elfoglalt Berlinből, hogy az ellenség erősítése megérkezne a városba.

## Szereplők
- Trill Zsolt – Hadik András
- Molnár Áron – Gvadányi József
- Szabó Győző – Ried ezredes
- Szalma Tamás – Babocsay Farkas
- Bordán Lili – Erzsébet Krisztina porosz királyné
- Sághy Tamás – II. Frigyes porosz király
- Reviczky Gábor – Thun mester
- Horváth Lili – Mária Terézia magyar királynő
- László Zsolt – von Bock ezredes
- Hirtling István – Lotaringiai Károly herceg
- Mucsi Zoltán – Horniak
- Jakubowska Julia – Francziska Lichnowsky
- Gáspár Sándor
- Forgács Péter – Újváry ezredes
- Derzsi János – Mihály, tisztiszolga
- Tordy Géza – Károlyi tábornok
- Körtvélyessy Zsolt – Festetich tábornok
- Kovács Lajos – Kecskeméthy ezredes
- Horváth Lajos Ottó – Rochow

## Nézettség, bevétel
A nézettségi adatok szerint 57 589 jegyet adtak el rá, és ezzel az eredménnyel mintegy 89 013 480 Ft bevételt termelt a jegypénztáraknál.

## Költségek
A Hadiknak a forgatókönyvfejlesztéstől a filmgyártáson át a marketingig összesen 2 414 879 487 forint közvetlen állami támogatást ítélt meg az NFI,

## Díjai
- Magyar Mozgókép Díj 2024
  - Legjobb operatőr – Győri Márk